# 구스타보 고메스
구스타보 라울 고메스 포르티요(스페인어: Gustavo Raúl Gómez Portillo, 1993년 5월 6일 ~ )는 파라과이의 축구 선수로, 현재 캄페오나투 브라질레이루 세리이 A의 SE 파우메이라스에서 센터백으로 뛰고 있다.